# Stephen Miller (político)
Stephen Miller (Municipio de Carroll, Condado de Perry, Pensilvania; 7 de enero de 1816-Worthington, Minnesota; 18 de agosto de 1881) fue un político republicano estadounidense. Fue el primer veterano de la Guerra de Secesión en servir como gobernador de Minnesota. Fue el cuarto gobernador de Minnesota.

## Primeros años y carrera como empresario
Nacido en el municipio de Carroll, Pensilvania, Miller estableció una serie de negocios exitosos. Salud frágil lo llevó a salir de casa a los 42 años y seguir a su amigo Alexander Ramsey a Minnesota, donde el clima era más agradable. Miller estableció un negocio mercantil en St. Cloud y, en dos años, había subido a la prominencia en el Partido Republicano del estado.

## Soldado y líder en la Guerra de Secesión

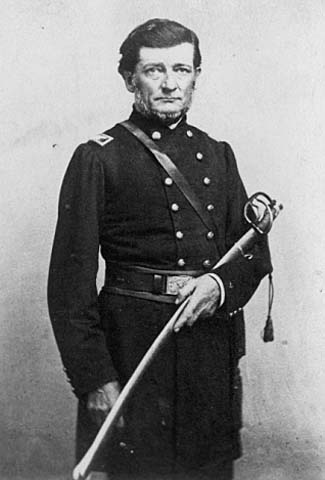
Stephen Miller en 1863.

Durante la Guerra de Secesión, Miller, un soldado alcanzando los cincuenta años de edad y sin experiencia militar previa, avanzó rápidamente del rango de soldado a coronel en la 1.ª Infantería de Minnesota. En 1862 Miller regresó del Sur y reemplazó al brigadier general Henry Hastings Sibley como comandante del Camp Lincoln de Mankato. Allí, 303 hombres Dakota, condenados por participar en la Guerra Dakota de 1862, esperaban su destino. Cuatro meses más tarde, Miller supervisó, por orden del presidente Abraham Lincoln, la ejecución de 38 Dakotas condenados por su parte en la guerra.

## Gobernador de Minnesota
Su carrera militar y el apoyo de Alexander Ramsey le aseguraron a Miller una victoria de gobernador en 1863. Fue el 4.° gobernador de Minnesota, sirviendo desde el 11 de enero de 1864 hasta el 8 de enero de 1866. Fue el primero de varios veteranos de la Guerra de Secesión que sirvió como gobernador de Minnesota. Aunque carecía de un título universitario, valoraba la educación superior y abogaba por generosas asignaciones a la Universidad de Minnesota y estableció escuelas normales, una de las cuales evolucionó a la Universidad Estatal de St. Cloud. En su discurso final a la legislatura, él fuertemente pero sin éxito instó a la adopción de una enmienda del sufragio negro a la constitución del estado.

## Últimos años, periodo como representante estatal y muerte
Miller optó por no postularse para la reelección y estuvo desempleado hasta 1871, cuando se convirtió en un agente de campo de una compañía ferroviaria en Windom. Sirvió como representante estatal del 7 de enero de 1873 al 5 de enero de 1874, representando entonces al distrito 38, que incluía todos o porciones de los condados de Cottonwood, Jackson, Murray, Nobles, Pipestone y Rock en la parte suroeste del estado. Durante su mandato, fue presidente del Comité de Tierras Públicas de la cámara. En 1876, fue representante en el Colegio Electoral. Miller murió en Worthington en 1881.